# Alessio Lapice

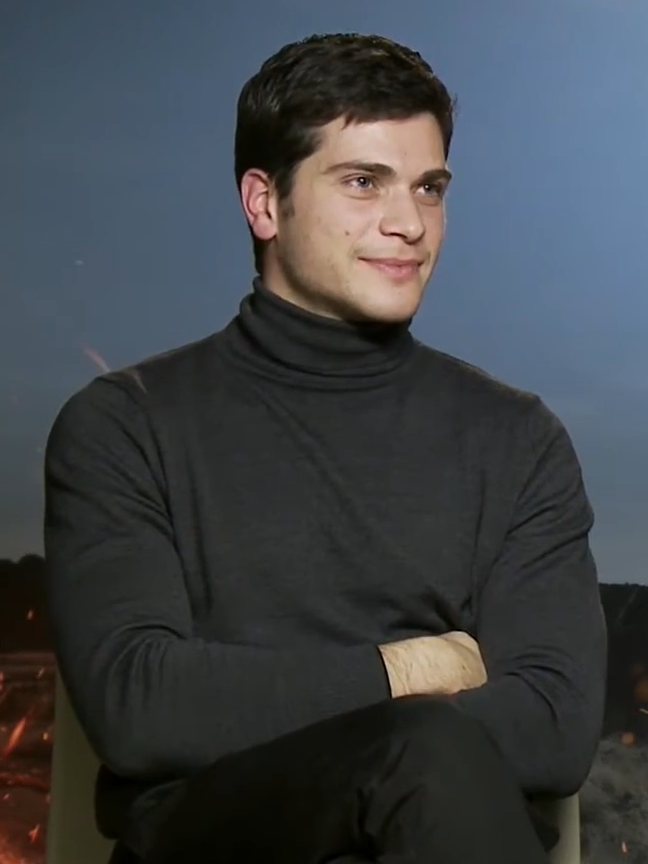
Alessio Lapice (2019)

Alessio Lapice (* 12. August 1991 in Neapel, Kampanien) ist ein italienischer Schauspieler.

## Leben
Lapice wurde am 12. August 1991 in Neapel geboren. Über Engagements als Laiendarsteller im Theater im Teenageralter wurde sein Interesse am Schauspiel geweckt. Nach seinem Schulabschluss zog er nach Rom und besuchte die Duse International Academy, außerdem erhielt er später unter anderem von Ivana Chubbuck Schauspielunterricht. Ab 2016 belegte er verschiedene Kurse am Centro Sperimentale di Cinematografia. Neben seiner Muttersprache Italienisch spricht er fließend Englisch und hat gute Spanischkenntnisse.
Ab den mittleren 2010er Jahren übernahm er erste Rollen in Fernsehserien. 2016 durfte er als Francesco Canonico in einer Episode der erfolgreichen Fernsehserie Don Matteo mitwirken. Er spielte 2018 eine der Hauptrollen im Film Kiffer vs. Killer Mosquitos. 2019 übernahm er im Historienfilm The First King – Romulus & Remus die Hauptrolle des Romulus. Im selben Jahr wirkte er im Musikvideo zum Lied Contatto der Band Negramaro mit. 2021 folgte eine erneute Besetzung in einem Musikvideo der Band, dieses Mal zum Lied La cura del tempo. Im selben Zeitraum wirkte er in zehn Episoden der Fernsehserie Imma Tataranni sostituto procuratore in der Rolle des Ippazio Calogiuri mit.

## Filmografie (Auswahl)
- 2014: Il peccato e la vergogna (Fernsehserie, 7 Episoden)
- 2015: L’onore e il rispetto (Miniserie, 3 Episoden)
- 2015: Sotto copertura (Miniserie, 2 Episoden)
- 2016: Fuoco amico: Tf45 – Eroe per amore (Fernsehserie, 8 Episoden)
- 2016: Gomorra: La serie (Fernsehserie, Episode 2x11)
- 2016: Don Matteo (Fernsehserie, Episode 10x26)
- 2017: Il padre d’Italia
- 2017: Nato a Casal di Principe
- 2018: Kiffer vs. Killer Mosquitos (Tafanos)
- 2019: The First King – Romulus & Remus (Il primo re)
- 2019: Rising Heartbeats (Kurzfilm)
- 2019–2021: Imma Tataranni sostituto procuratore (Fernsehserie, 10 Episoden)
- 2020: Io Sto Bene – Was am Ende bleibt (Io sto bene)
- 2020: Weekend
- 2020: Natale in casa Cupiello (Fernsehfilm)
- 2021: Luna Park (Fernsehserie, 6 Episoden)